# 熊系

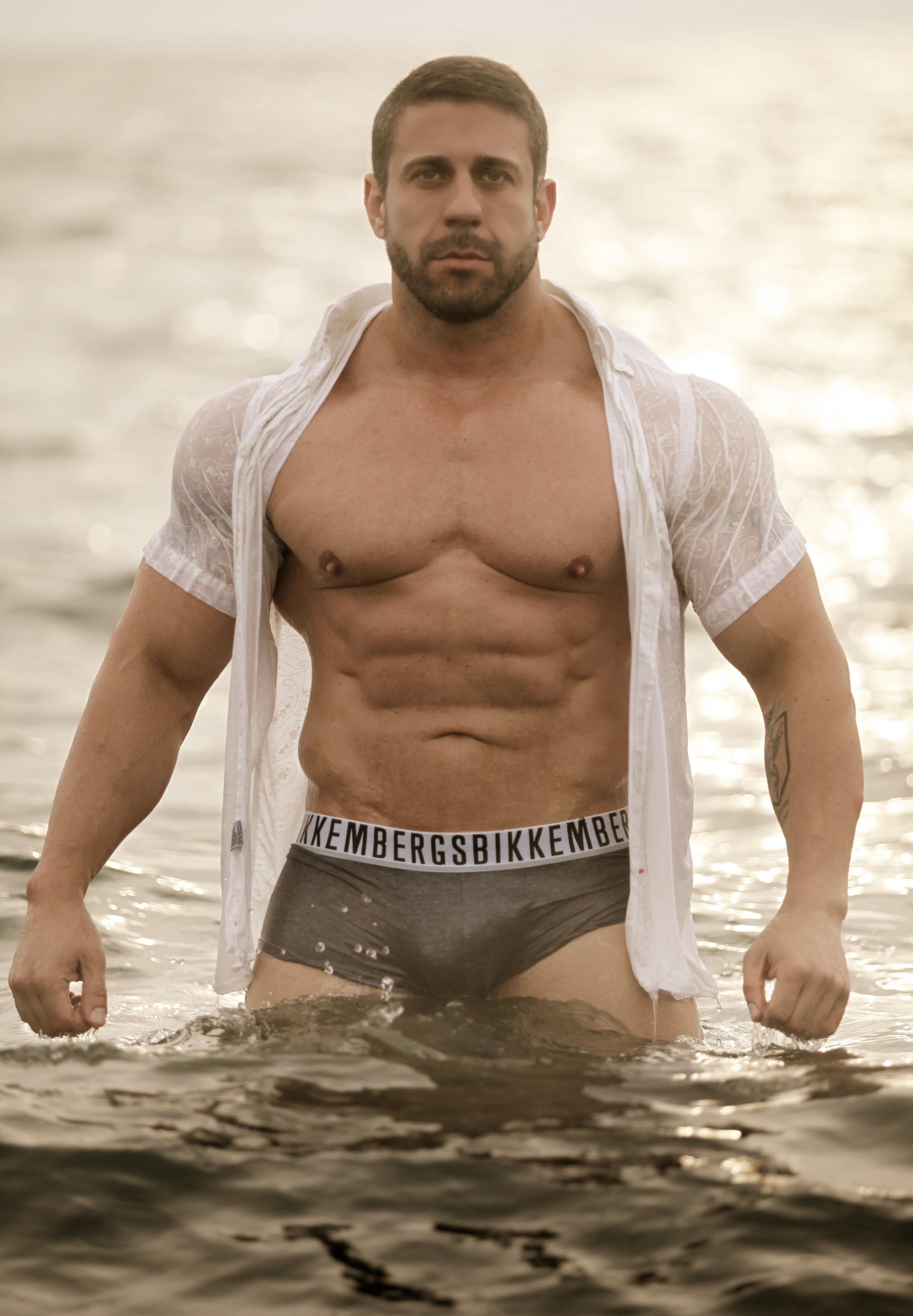
ゲイポルノ俳優のカルロ・マーシ

ゲイコミュニティにおける熊系（くまけい、英語: Bear/Gay bear)は、体毛や髭の濃い年嵩の同性愛・両性愛の男性を指す。ズングリとした体型である場合もあるが、必須条件ではない。非常に男性的な外見の持ち主で、ゲイが好む男性像の典型とされることもある。

## 起源

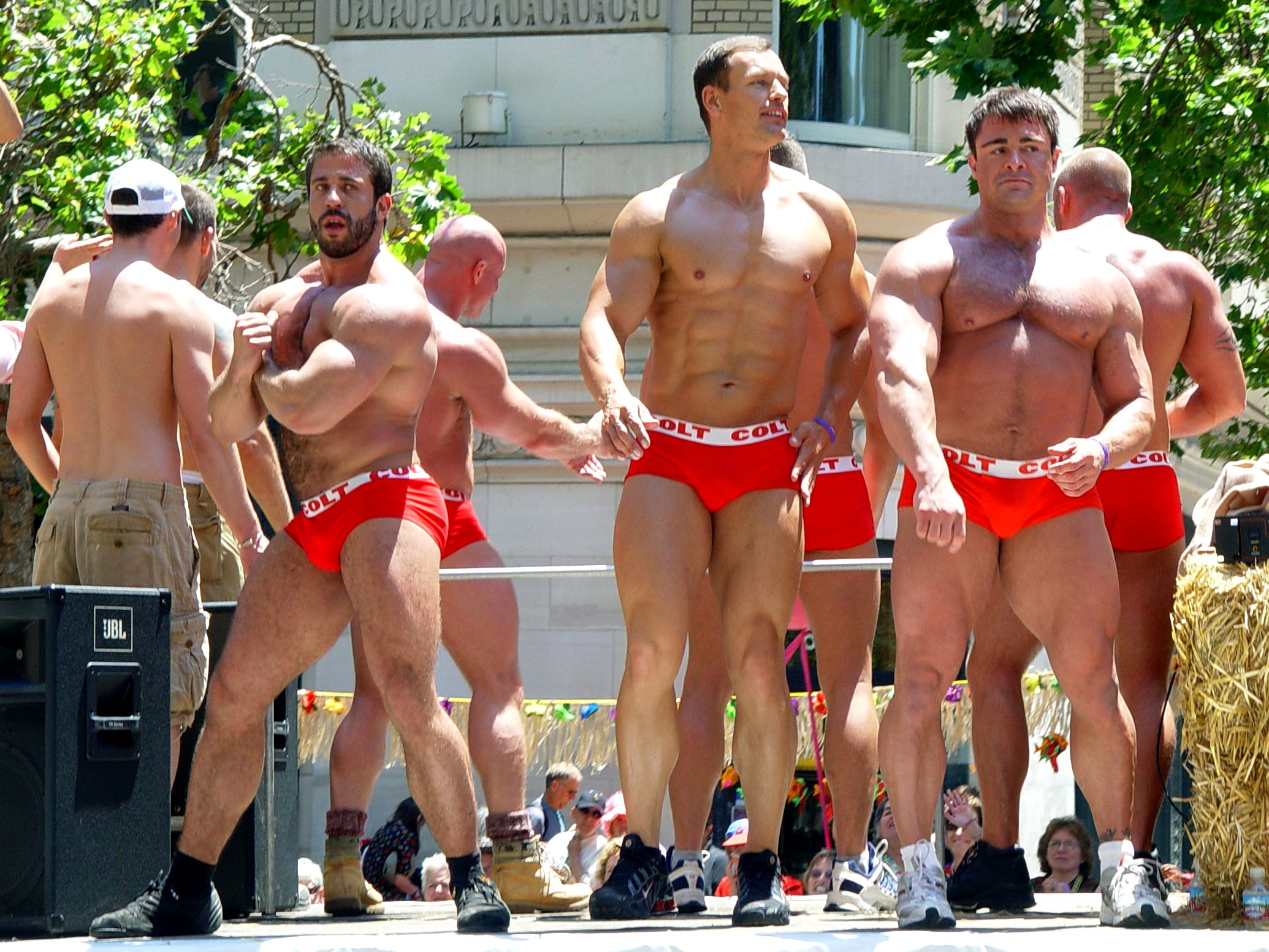
コルト・スタジオ・グループのモデル達は熊系に数えられる。

ベアコミュニティの起源は、1980年代のサンフランシスコのゲイ文化まで遡る。無毛で若いということを魅力とする主流のゲイから歓迎されなかった彼らは独自にコミュニティを作った。そして彼らは、都市のゲイライフスタイルに馴染めない地方出身のゲイが親近感を抱くブルーカラーのアメリカ人男性のイメージを求めて来た。
出版者のリチャード・バルガー (Richard Bulger) と彼のパートナーである写真家クリス・ネルソン (Chris Nelson) は、男性同性者向けポルノ雑誌『ベアマガジン』(Bear Magazine) をサンフランシスコのノースビーチにて1987年に出版した。5年の時を経てこの雑誌は国際的に販売されるようになったが、あえて白黒写真にしていた。
バルガーとネルソンの会社Brush Creek Mediaは、男性誌で「Bear」の商標を取得した。髭を生やしたブルーカラー・地方出身者・労働者階級の男性はこの雑誌で偶像化された。
『Bear Magazine』はBrush Creek Mediaの倒産により休刊となったが、2008年にBear Omnimedia社から復刊された。同社は数年で発行を休止した。

## ベアコミュニティとベアクラブ
米国で1980年代にベアを認識し始めた人たちは、次第にグループを作るようになった。これが「ベアクラブ」の起源である。サンフランシスコの「Bears of San Francisco」、シカゴの「Great Lake Bears」、カナダ・トロントの「Bear Buddies Toronto」、フロリダ州オーランドの「Bears of Central Florida」などである。これらの団体は全米の都市やヨーロッパへ飛び火し、各都市で活動を始めた。1994年には日本においても「日本ベアクラブ」が結成されている。 1990年代半ば、雑誌「G-men」誌上などで紹介され、日本のゲイコミュニティの間においても「熊」「熊系」が認識され始める。また「G-men」誌上において数多くの作品を発表した田亀源五郎の描く世界観も、熊系を好むゲイには好意的に受けいられた。
欧米のベアクラブはイベントを通じて交流し、中には1000人を超える参加者のあるイベントもあった。International Bear Rendezvous (San Francisco, CA), Bear Pride (Chicago, IL), Bear Bust (Orlando, FL)などである。これらのイベントは現在も継続して開催されていたが2020年現在ほとんどのベアイベントは開催されていない。2021年現在コロナ禍でほとんどの活動中止しているが、1990年代から同じスタイルでベア・イベントを開催している一つは米国アリゾナ州ツーソンを本拠にしているBears of the Old PuebloのLa Fiesta de los ososである。
アメリカのほとんどのベアクラブはNPOの法人格を取得している。Internal Revenue Codeの501条 (c)(4) に規定された非営利事業を行う団体であり、その目的のほとんどがFund Raisingである。それぞれのクラブは完全に独立していて、上部組織やまとめる組織はない。2020年現在、米国においては活動が活発な旧来型のベアクラブは無くなった。しかしながら、インターネットのSNSにおいて、熊系をターゲットとするサイトは複数存在する。
米国および欧州のゲイ・コミュニティにおいては、旧来からレザー・コミュニティとの親和性が高く、多くのレザー（ゲイ）バーにおいて、レザープライドフラッグとともにベアフラッグを掲げている店舗が多い。
このように、一時期ベアクラブは繁栄したが、インターネットの発達とともに小都市のベアクラブは淘汰されてしまった。

## 海外における熊系有名人

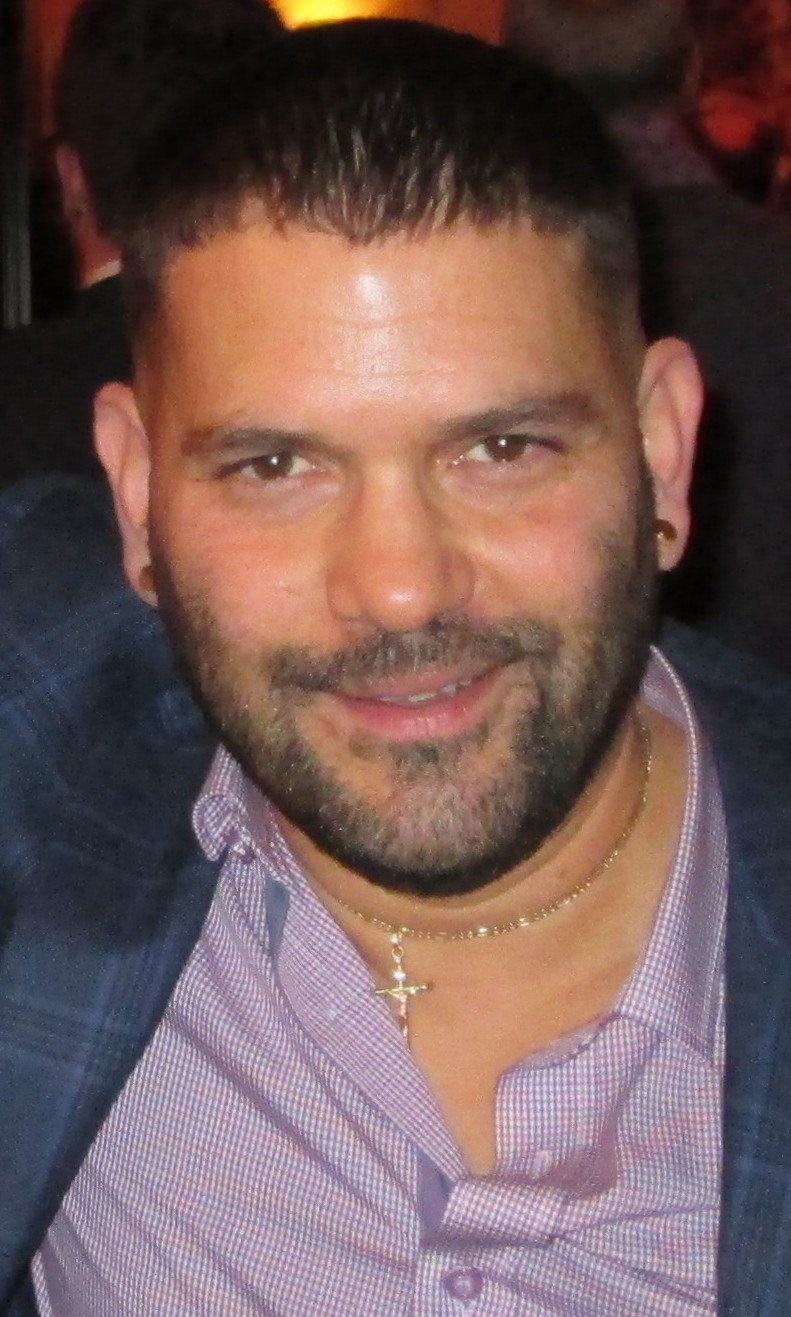
ギレルモ・ディアス

自身がゲイとカミングアウトした熊系の有名人にはアメリカ人の俳優のギレルモ・ディアス、カナダ人のカントリー・ミュージックシンガーのドレイク・ジャンセン、アメリカ人のシンガーのダグ・ストラムなどがいる。
イギリス人の俳優のニック・フロストは異性愛者であるものの、熊系の有名人としてゲイから絶大な支持を集めている。
YouTubeではほぼ熊系の出演者で構成され、米国カリフォルニア州南部で制作された、Where the Bears Areが2012年に公開されシーズン7まで制作された。

## International Bear Brotherhood Flag

International Bear Brotherhood Flag（ベアフラッグ）

Craig Byrnesが1995年にベアコミュニティのために考案した旗であり、バージニア州で商標登録を受けている。その後、Craigはこの旗を中心に販売するBear Manufacturing社を作り、北米のベアクラブのイベントにみずから赴き、販売していた。
2004年、Craigはダラスで行われたTexas Bear Roundupで、メインイベントにてコメントした。Bear Manufacturing社は休止し、International Bear Brotherhood Flagの意匠は、ベアコミュニティの繁栄と向上の目的の使用ならば無償で使用を許可するという内容であった。以来、Craigはベアコミュニティの表舞台に姿を現していない。